# 안영수 (권투 선수)
안영수(安榮水, 1964년 2월 20일~)는 대한민국의 권투 선수이다. 1984년 하계 올림픽에서 웰터급 은메달을 획득했다.

## 경력
서울특별시에서 안용갑과 김정숙 부부의 아들로 태어났다. 태릉중학교 2학년 때인 1979년에 권투를 시작했으며, 상원체육관에서 권투를 가르치던 노병엽에게 권투를 배웠다.
1980년 서울체육고등학교에 입학했으며, 고등학교 3학년때인 1982년에 대한민국 국가대표 상비군으로 발탁되었다. 같은 해 10월에 핀란드 탐페레에서 열린 탐메르 국제 토너먼트에 참가하며 국제 대회 첫 출전을 이뤘으며, 준결승에서 소련의 세리크 코나크바예프에게 패하여 웰터급 동메달을 획득했다. 1983년에 고등학교를 졸업하고 한국체육대학교로 진학했으며 그 해 12월에는 일본 나하에서 열린 1983년 아시아 선수권 대회에 참가하였고 인도의 체난다 마차이아를 누르고 금메달을 획득했다.
1984년 4월 태국 방콕에서 열린 킹스컵 준결승에서 코나크바예프에게 패하여 동메달을 획득했으며, 같은 해 7월에는 미국 로스앤젤레스에서 열린 1984년 하계 올림픽에 참가하였다. 첫 상대인 수단의 아부크 슈크를 판정으로 꺾었으며 튀르키예의 베다트 왼소이, 스웨덴의 베사 코스켈라, 핀란드의 요니 뤼만을 차례로 꺾으며 결승에 진출했다. 결승에서는 미국의 마크 브릴랜드를 만났고 0-5로 판정패를 하여 은메달을 획득했다.
1985년에 은퇴했고 대학 졸업 후 일본에 건너가 사업을 했으며 귀국 후에 당구장 운영을 하거나 무역업에 종사했다.